# Derviš a smrt
Derviš a smrt (bosensky/srbsky v cyrilici Дервиш и смрт, v latince Derviš i smrt) je dílo bosenského spisovatele Meši Selimoviće. Světlo světa spatřilo roku 1966, autor jej sepisoval celkem čtyři roky.
Dvoudílný psychologický román, odehrávající se v období nadvlády Osmanské říše nad Bosnou a Hercegovinou, se stal v Jugoslávii přelomu 60. a 70. let velmi populárním. Dočkal se několika reedic a byl přeložen do mnoha jazyků, včetně češtiny, v níž vyšel v překladu Dušana Karpatského v letech 1969 a 1985. Získal také několik prestižních jugoslávských literárních ocenění. Je psán jako vyprávění hlavního protagonisty v reálném čase z pohledu první osoby.
Žánrem románu je psychologické drama s příměsí filozofických témat. Práce se zabývá životem různých lidí v nejmenovaném bosenském městě (v recenzích je uváděno jako Sarajevo) v blíže neurčeném roce za osmanské nadvlády. Hlavním protagonistou je šejch Ahmed Nurudin, derviš, který soupeří s tehdejší osmanskou správou a zabývá se jak těžkostmi svými, tak i svých bližních a přátel.
Román konfrontuje dobovou skutečnost s islámskými zvyklostmi a zásadami, vyloženými v koránu. Právě veršem z této posvátné islámské knihy vždy začíná každá kapitola díla.
Román je také interpretován jako obraz života a střetnutí s vládnoucí mocí v titovské Jugoslávii. Zápletka románu odkazuje na skutečné události z autorova života, jehož bratr byl popraven komunisty.
V roce 1974 byl román pod stejnojmenným názvem zfilmován, film režíroval Zdravko Velimirović.

## Děj
Ústřední zápletkou je uvěznění Haruna Nurudina, bratra vypravěče příběhu Ahmeda. Ten se snaží zjistit, proč byl bratr uvězněn (důvodem bylo to, že se náhodou dostal k dokumentům dokládající svévolné a nespravedlivé zabití jistého statkáře státní mocí). Marně se za bratra přimlouvá u představitelů moci. Mezitím je ale Harun popraven a Ahmed v reakci na to vystupuje v mešitě s projevem proti této nespravedlivé vraždě. Vzápětí je sám uvězněn a po čase propuštěn.
Navenek Ahmed působí smířeně s osudem, v skrytu ale plánuje pomstu. Příhodný okamžik nastane, když se jako první ve městě dozví, že syn místního zlatníka Sinanudina dosáhl v Istanbulu významného postavení. Nechá proto po udavači oznámit kádímu, že Sinanudin pomohl k útěku z pevnosti vzbouřencům, a po jeho zatčení pošle do Istanbulu dopis. Představitelé Osmanů jsou ve městě vyměněni, kádí je zabit a na jeho místo je jmenován Ahmed.
Vítězství nad nepřáteli a získání moci se však stává Ahmedovou zkázou. Jako kádí se musí zabývat případem, kdy jeho největší přítel Hasan pomohl utéci ze země dubrovnickému obchodníkovi, který prováděl špionáž. Ahmed mravně selhává a nechává Hasana uvěznit. Hasan je však za pomoci svých přátel osvobozen a uprchne. Ahmedovi je útěk neprávem přičten za vinu a je rozhodnuto, že proto bude zabit. Ahmed se to dozví v předstihu a během noci při vzpomínání na mládí svoji smrt očekává.